# Эллисон, Моуз
Моуз Джон Эллисон младший (англ. Mose John Allison, Jr.; 11 ноября 1927, Типпо, Миссисипи, США — 15 ноября 2016, Хилтон-Хед-Айленд, Южная Каролина, США) — американский джазовый и блюзовый пианист, певец и композитор.

## Биография
Начал брать уроки игры на фортепиано у частного учителя в возрасте 6 лет. Учился играть на трубе в школе и возглавлял группу, игравшую в ново-орлеанском стиле. Слушал Луи Армстронга, Нэта Коула, Сонни Бой Уильямсона, Тампу Реда, Джона Ли Хукера и др. В 1946—1947 годах проходил службу в американской армии. В 1950 году получил степень бакалавра искусств в Университете штата Луизиана, где специализировался на английском языке и литературе.
В 1951 году впервые приехал в Нью-Йорк. Гастролировал по штатам Техас и Луизиана с собственным фортепианным трио. В 1956 году переехал в Нью-Йорк, где начал работать с саксофонистом Стэном Гетцом (1956—1957). Записал альбом The Al Cohn Quintet Featuring Bobby Brookmeyer (Coral, 1956) с Элом Коном и Бобби Букмеером, и затем в 1957 году подписал собственный контракт с лейблом Prestige Records (дебютировал с альбомом Back Country Suite). В 1958 году играл с Джерри Маллиганом, а также — в клубе Vanguard и на джазовом фестивале в Грейт-Саут-Бей с собственным трио. С февраля по апрель 1959 года работал в Париже, Стокгольме и Копенгагене с местными ритм-секциями. В 1959 году часто выступал с Элом Коном и Зутом Симсом в клубе Halg Note в Нью-Йорке.
После того как оставил Prestige, на котором записал сейчас классические альбомы как солист в составе трио, а именно Back Country Suite (1957), Young Man Mose (1958) и Seventh Son (1958—1959), перешёл на лейбл Columbia, где пробыл два года, перед тем как познакомился с Несухи Эртегуно с Atlantic Records.
С 1957 года выпускал минимум один альбом в год вплоть до 1976 года, когда он ушёл из Atlantic, записав свой классический альбом Your Mind Is on Vacation. После шестилетнего перерыва снова начал записываться, в 1982 году на дочернем лейбле Elektra — Musician, где создал альбом Middle Class White Boy. После 1987 года, записывался на лейбле Blue Note/Capitol, где его дебютной пластинкой стал альбом Ever Since the World Ended. Эллисон выпустил один из интереснейших материалов в своей карьере на дочернем лейбле Blue Note, Capitol Records, включая My Backyard (1992) и The Earth Wants You (1994), оба спродюсированы Беном Сидрамом. Также в 1994 году, Rhino Records создал бокс-сет под названием Allison Wonderland. Новый студийный альбом он записал только через 12 лет, The Way of the World (продюсер Джо Генри), который вышел на лейбле Anti в начале 2010 года.

## Влияние
Песни Эллисона записывали разные исполнители, в частности The Who («Young Man Blues»), Леон Расселл («i’m Smashed») и Бонни Рэйтт («Everybody’s Cryin' Mercy»).

## Дискография
- Back Country Suite (Prestige, 1957)
- Local Color (Prestige, 1957)
- Young Man Mose (Prestige, 1958)
- Ramblin' with Mose (Prestige, 1958)
- Creek Bank (Prestige, 1958)
- Autumn Song[укр.] (Prestige, 1959)
- Transfiguration of Hiram Brown (Columbia, 1959)
- I Love the Life I Live (Columbia, 1960)
- Takes to the Hills (Epic, 1961) (переизданный как V-8 Ford Blues, 1966)
- I Don't Worry About a Thing[укр.] (Atlantic, 1962)
- Swingin' Machine (Atlantic, 1962)
- Mose Allison Sings (Prestige, 1963)
- The Word from Mose (Atlantic, 1964)
- Wild Man on the Loose (Atlantic, 1965)
- Mose Alive! (Atlantic, 1965)
- I’ve Been Doin' Some Thinkin' (Atlantic, 1968)
- Hello There, Universe (Atlantic, 1969)
- Western Man (Atlantic, 1971)
- Mose in Your Ear (Atlantic, 1972)
- Your Mind Is on Vacation (Atlantic, 1976)
- Pure Mose (32 Jazz, 1978)
- Middle Class White Boy (Discovery, 1982)
- Lessons in Living (Elektra, 1982)
- Ever Since the World Ended (Blue Note, 1987)
- My Backyard (Blue Note, 1989)
- The Earth Wants You (Blue Note, 1993)
- Tell Me Something: The Songs of Mose Allison (Verve, 1996), with Van Morrison, Georgie Fame and Ben Sidran
- Gimcracks and Gewgaws (Blue Note, 1997)
- The Mose Chronicles: Live in London, vol. 1 (Blue Note, 2001)
- The Mose Chronicles: Live in London, vol. 2 (Blue Note, 2002)